# Drama de Furiani
El Drama de Furiani tuvo lugar en Bastia (Córcega, Francia) en el Stade Armand Cesari el 5 de mayo de 1992, cuando una de las gradas se derrumbó, matando a 18 personas.
Ese día, el Bastia se enfrentaba al Olympique de Marsella en un partido de semifinal de la Copa de Francia. Marsella era el mejor equipo de Francia del momento, y la junta directiva del Bastia quería aprovecharse de ello añadiendo una grada supletoria para tener más aforo, aumentando el número de asientos en un 50%. Las autoridades locales aprobaron el proyecto sin restricciones.[cita requerida]
Antes del partido, la grada se derrumbó, matando a 18 personas y dejando además 2300 heridos. Desde entonces, el Armand-Cesari fue mejorado lentamente y sólo sigue en pie una de las cuatro gradas de 1992. Este estadio "en construcción" sorprendió a los jugadores del Benfica en 1997, ya que creían estar el campo de entrenamiento. Algunas de las principales mejoras se iniciaron a finales de 1996, para una capacidad final de 18 000 espectadores.
Como resultado de esa catástrofe, la Copa de Francia 1992 no se jugó, a diferencia de la final de Heysel en 1985.
- Datos: Q2362368